# Aljaksandr Waladsko
Aljaksandr Paulawitsch Waladsko (belarussisch Аляксандр Паўлавіч Валадзько, * 18. Juni 1986 in Motal) ist ein belarussischer ehemaliger Fußballspieler polnischer Abstammung.

## Karriere

### Verein
Waladsko begann seine Karriere beim FK Dinamo Brest, für den er im April 2005 in der Wyschejschaja Liha debütierte. Im Sommer 2008 wurde er an den Ligakonkurrenten BATE Baryssau verliehen, und im Januar 2009 fest verpflichtet. Sein Champions-League-Debüt gab er im September 2008.
Im Januar 2018 verließ er nach fast zehn Jahre Baryssau und wechselte zum kasachischen Erstligisten Schachtjor Qaraghandy.

### Nationalmannschaft
Waladsko war von 2006 bis 2009 U-21-Nationalspieler und absolvierte 28 Spiele mit einem erzielten Tor.
2012 wurde er erstmals für die A-Mannschaft nominiert. Sein Debüt gab er am 12. Oktober 2012 im WM-Quali-Spiel gegen Spanien (0:4).

### Erfolge
- Belarussischer Meister (10×): 2008, 2009, 2010, 2011, 2012, 2013, 2014, 2015, 2016, 2017
- Belarussischer Pokalsieger (2×): 2010, 2015
- Belarussischer Superpokalsieger (7×): 2010, 2011, 2013, 2014, 2015, 2016, 2017